# Friedrich Rudolf von Rothenburg
Graf Friedrich Rudolf von Rothenburg (* 9. September 1710 Schloss Polnisch Netkau Nettkow; † 29. Dezember 1751 in Berlin) war ein königlich-preußischer Generalleutnant, Herr der Stadt Rothenburg an der Oder und Ritter des Schwarzen Adlerordens.

## Familie
Friedrich Rudolf von Rothenburg entstammte der schlesischen Adelsfamilie von Rothenburg. Seine Eltern waren Alexander Rudolf von Rothenburg († 20. Mai 1758), Herr der Stadt Rothenburg an der Oder, und dessen Ehefrau, die Freiin Eva Sophie von Falkenhayn. Sein Vater wurde am 14. April 1736 zum Grafen erhoben. Seit 1735 war er mit Gabrielle-Anne de Parabère, der Tochter von César-Alexandre de Beaudéan, Marquis de Parabère, und Marie-Madeleine de La Vieuville, der Mätresse des Herzogs von Orléans und Regenten Frankreichs, verheiratet. Das Paar hatte einen Sohn, der kurz nach der Geburt 1736 starb.

## Leben
Er wurde zu Hause unterrichtet und das so erfolgreich, dass er bereits 1723 zu seinen Brüdern auf die Universität in Frankfurt an der Oder kam. 1725 ging er unter Aufsicht des späteren preußischen Geheimrats Senning auf die Universität von Lunéville. Bald wurde dieser aber nach Berlin zurückgerufen, so war er nun unter der Aufsicht eines Majors Gerards. Als er mit seinem Bruder den Hof besuchte, erhielten sie vom General Johann Christian Rulemann von Quadt das Angebot in das französische Regiment Royal Allemand zu gehen, aber ihr Vater, der Graf, gab keine Erlaubnis. So ging sein Bruder nach Deutschland zurück. Aber Friedrich Rudolf wurde am Anfang des Jahres 1727 kapitaine reformé im Regiment Rosen.
1731 begleitete er seinen französischen Vetter General Konrad Alexander von Rothenburg nach Spanien. 1732 ging er als Freiwilliger in spanische Dienste. Mit seiner Einheit kämpfte er in Afrika. Am 30. Juni 1732 war er an der Schlacht von Oran beteiligt sowie an der nachfolgenden Eroberung von Oran und Massalquivir. Danach kehrte er nach Spanien zurück. 1733 war er wieder bei seinem Regiment im Elsass und wurde Adjutant von General Berwick am Rhein, und war bei der Eroberung von Kehl und Trarbach dabei. Nach dem Tod des Generals bei Philippsburg wurde er Generaladjutant von Marschall Asfeld. Nach dem Ende des Feldzugs im Jahre 1734 wurde er zum Oberst befördert.
1740 wurde er von Friedrich dem Großen als Oberst der Kavallerie in preußische Dienste geholt. Vor der Schlacht bei Mollwitz traf er schon früh auf den Feind und konnte ihn so lange aufhalten, bis die Preußen sich in Schlachtordnung aufstellen konnten. Auch in der Schlacht hielt er sich tapfer und so bekam er nach der Schlacht das Dragoner-Regiment des gefallenen Generals Schulenburg. Zudem wurde er am 31. Oktober 1741 zum Generalmajor ernannt. Danach begleitete er den König nach Berlin, von wo er mit Aufträgen nach Dresden geschickt wurde. Von dort marschierte er mit einer Brigade in die Schlacht bei Chotusitz am 17. Mai. In der Schlacht wurde er durch beide Arme und in die Brust geschossen. Doch für seine Tapferkeit bekam er noch auf dem Schlachtfeld den Schwarzen Adlerorden. Bis zum Ende des Schlesischen Krieges blieb er beim König. Im Januar 1744 wurde er Amtshauptmann von Lyk in Ostpreußen, so wie Drost von Bochum in Westfalen. Im März des Jahres wurde er nach Frankreich geschickt, wo seine Mission erfolgreich war. Dadurch bekam der König französische Rückendeckung für den Einmarsch in Schlesien.

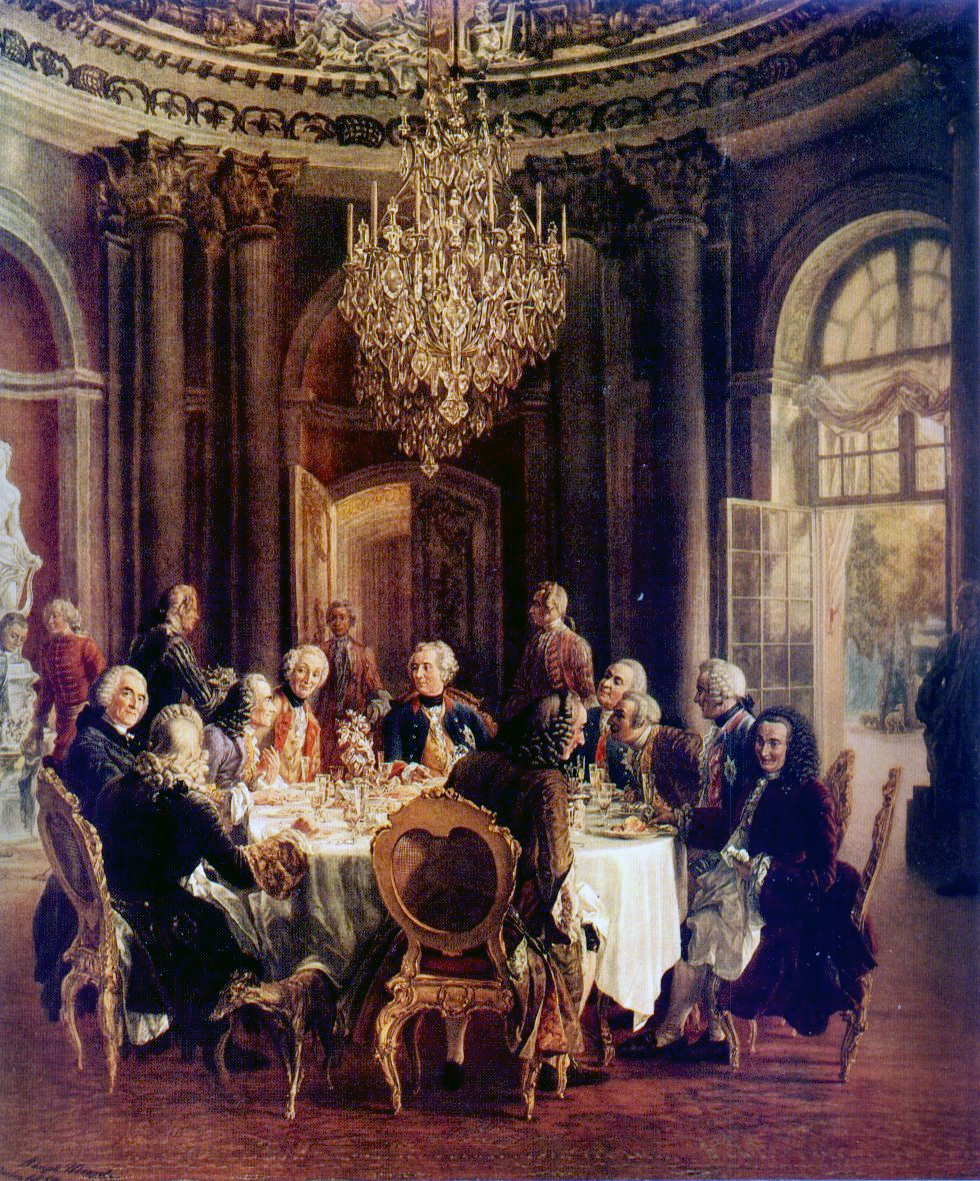
Die Tafelrunde in Sanssouci, Gemälde von Adolph von Menzel

Rothenburg war Mitglied der berühmten Tafelrunde in Sanssouci von Friedrich dem Großen im Schloss Sanssouci, Potsdam, in dem nach wie vor das nach ihm benannte Rothenburg-Zimmer existiert.
Im Zweiten Schlesischen Krieg begleitete er zunächst den König und beteiligte sich dann beim Rückzug aus Prag. Am 18. Mai 1745 wurde er zum Generalleutnant ernannt (Patent vom 20. Juni 1742). In der Schlacht bei Hohenfriedberg am 4. Juni kommandierte er unter Generalfeldmarschall von Buddenbrock den rechten Flügel des ersten Treffens. Eine schwere Krankheit drohte seine Beteiligung an der Schlacht von Soor zu behindern, woraufhin er sich auf das Schlachtfeld tragen ließ. Nachdem jedoch die Stangen seiner Trage zerborsten waren, verbrachte er den Rest der Schlacht auf dem Rücken eines Pferdes. Als der König nach Sachsen marschierte, führte er mit dem General Winterfeldt die Vorhut. Die Verfolgung des Prinzen von Lothringen nach Böhmen erbrachte hohe Beute.
1746 kam er mit dem König in Berlin an. Dieser schickte ihn dann zur Genesung nach Pyrmont. Er kam jedoch schnell wieder zurück. Rothenburg blieb bis zu einem Tod am 29. Dezember 1751 von Gicht und Kolik geplagt. Da römisch-katholisch geprägt, wurde er in der Berliner St. Hedwigskirche beigesetzt.
Er schenkte dem König dessen erstes Windspiel, seine geliebte „Biche“.
Nach seinem frühen Tod sagte Friedrich II.

„er hatte einen zweiten Cäsarion verloren“

Der englische Gesandte Lawrence schrieb hingegen am 26. Januar 1745

„Graf R. wird hier von allen tödtlich gehaßt; man zeiht ihn der Ränke und der Verläumdung und der Verkleinerung Anderer“

Für sein Wirken auf dem Schlachtfeld wurde sein Name 1851 auf einer der Ehrentafeln am Reiterstandbild Friedrichs des Großen verewigt.

## Werke (Auswahl)
- Schlachten, Belagerungen und Gefechte in Deutschland und den angrenzenden Ländern, von 1618 bis 1629. 3. Auflage, v. Hirschfeld, Wien 1835; archive.org.

## Genealogie
- Gothaisches Genealogisches Taschenbuch der Adeligen Häuser. Der in Deutschland eingeborene Adel (Uradel) 1905, 6. Jg., Justus Perthes, Gotha 5. November 1904, S. 708.